# 제이민 (1999년)
제이민(본명: 전민욱, 영어: Jeon Minwook 한국 한자: 田珉稶, 영어: J-MIN (1999년 10월 16일 ~ )은 대한민국의 가수로 보이그룹 비에이이일칠삼 의멤버이다, JTBC에서 10월 18일부터 12월 27일까지 방영했던 서바이벌 아이돌 조립강화 오디션 프로그램 이었던 프로젝트세븐에 참가로 출연했으며 대한민국의 보이그룹 클로즈 유어 아이즈 멤버로 데뷔했다. 2025년 4월에 데뷔하는 새 그룹 클로즈 유어 아이즈에 집중하고 싶다는 이유에서 BAE173 그룹 활동 중단을 선언했다.

## 텔레비전 프로그램

### 방송
| 연도    | 기간      | 방송사   | 제목             | 역할   | 장르 | 비고      |
| ------- | --------- | -------- | ---------------- | ------ | ---- | --------- |
| 2024년~ | 10월 18일 | JTBC     | 《프로젝트세븐》 | 참가자 | 예능 | 출연 데뷔 |
| 2025년~ | 5월 14일  | 엠비씨엠 | 《쇼챔피언》     | 진행   | 예능 | 출연      |